# Campus Central (Universidad de La Laguna)

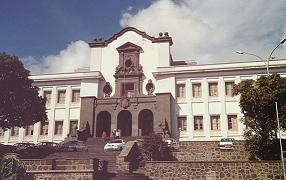
Edificio Central de la Universidad.

El Campus Central es uno de los cinco campus de la Universidad de La Laguna. 
En él se ubican el Paraninfo de la Universidad, la Facultad de Educación, las secciones de Arquitectura Técnica e Ingeniería Civil de la Escuela Politécnica Superior de Ingeniería, el Servicio de Deportes, el Polideportivo Central, el Servicio de Tecnologías de la Información y la Comunicación (antiguo Centro de Comunicaciones y Tecnologías de la Información o CCTI), el Museo de la Educación de la Universidad de La Laguna, el Colegio Mayor San Fernando, el Colegio Mayor Santa María, los Servicios Asistenciales, el Servicio de Alojamiento, el Negociado de Becas y de Alumnos y  el Servicio de Idiomas.

## Departamentos[2]
- Didácticas Específicas

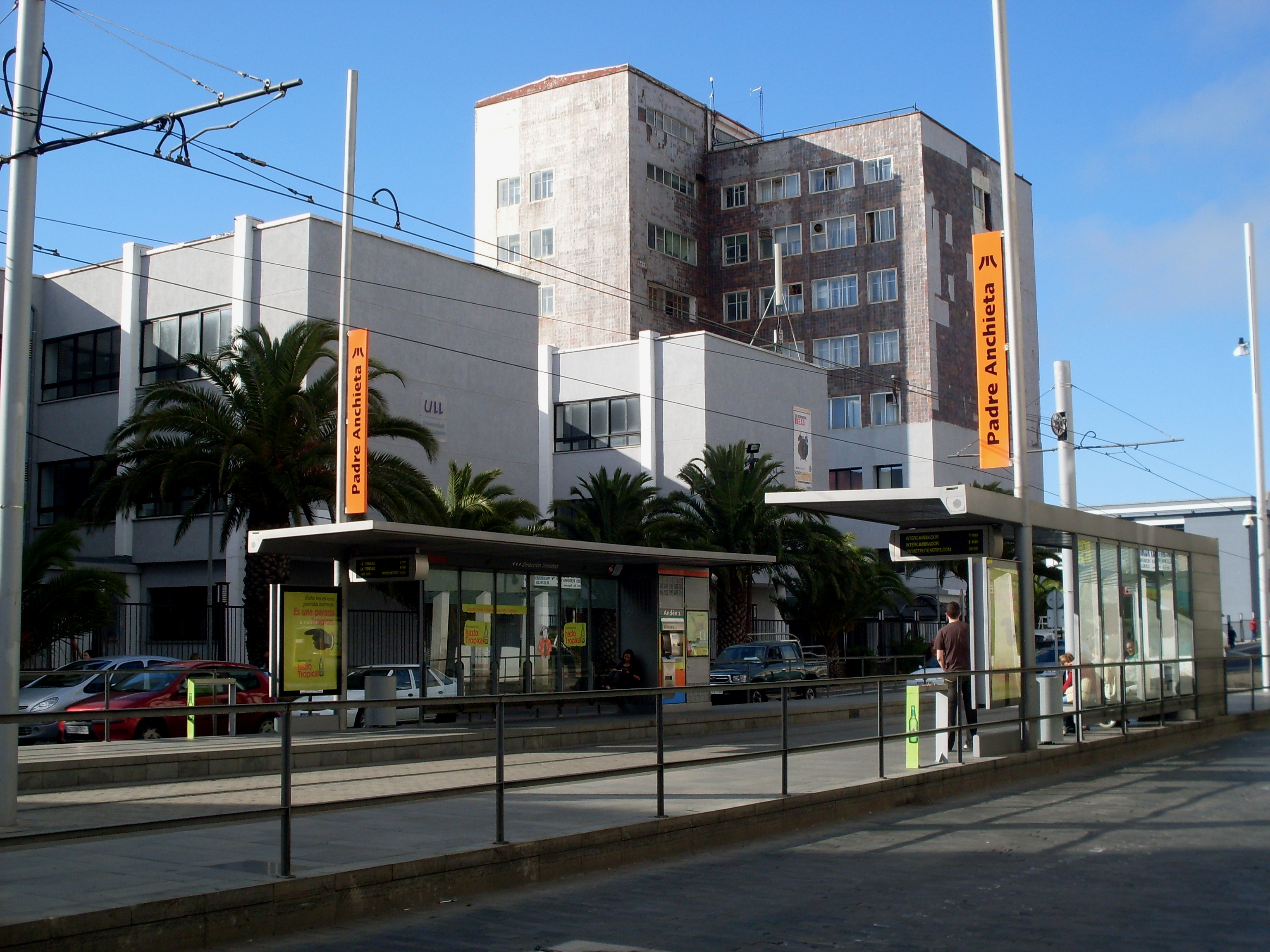
Antigua ubicación de la Parada de Padre Anchieta con la Torre de Químicas al fondo

- Didáctica e Investigación Educativa
- Historia y Filosofía de la Ciencia, la Educación y el Lenguaje
  - Técnicas y Proyectos en Ingeniería y Arquitectura

## Transportes
- Tranvía de Tenerife:
  - Padre Anchieta